# Pottum (Neder-Betuwe)
Pottum is een buurtschap in de Nederlandse gemeente Neder-Betuwe, gelegen in de provincie Gelderland. Het ligt ten zuiden van de A15 ten westen van Ochten en ten oosten van IJzendoorn. Verder is er in Pottum 1 bushalte genaamd "de Heuning". 

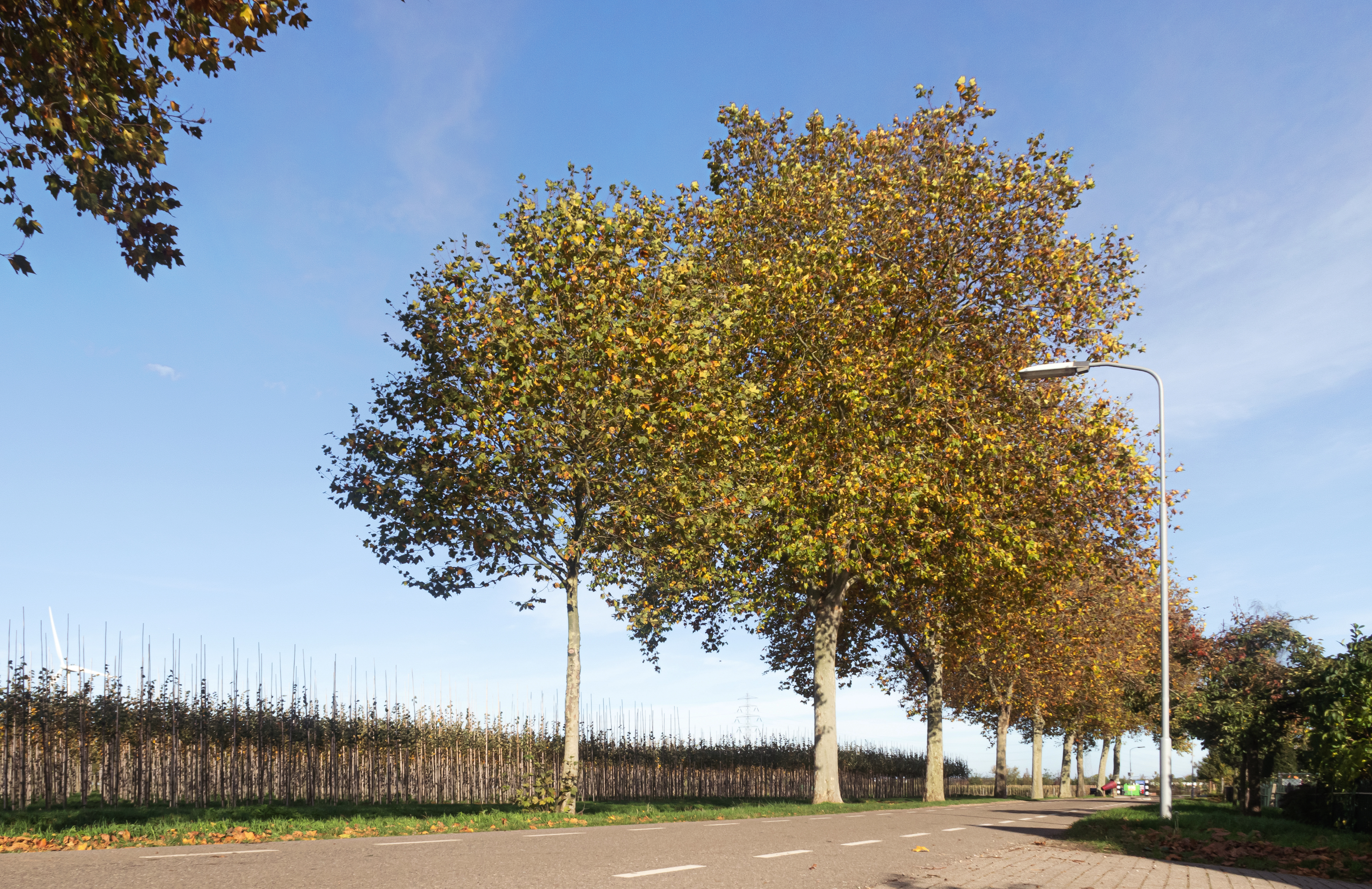
Straatzicht in Pottum

Dorpen: Dodewaard · Echteld · IJzendoorn · Kesteren · Ochten · Opheusden

Buurtschappen: Den Akker · Eldik · Hien · Hoogbroek · Lakemond (deels) · Lede en Oudewaard · Ooij · Pottum · Wely

Gelderland: Steden en dorpen in Gelderland      Nederland: Provincies · Gemeenten